# Trisetum longiglume
Trisetum longiglume är en gräsart som beskrevs av Eduard Hackel. Trisetum longiglume ingår i släktet glanshavren, och familjen gräs. Inga underarter finns listade i Catalogue of Life.